# ابوحرب بختیار

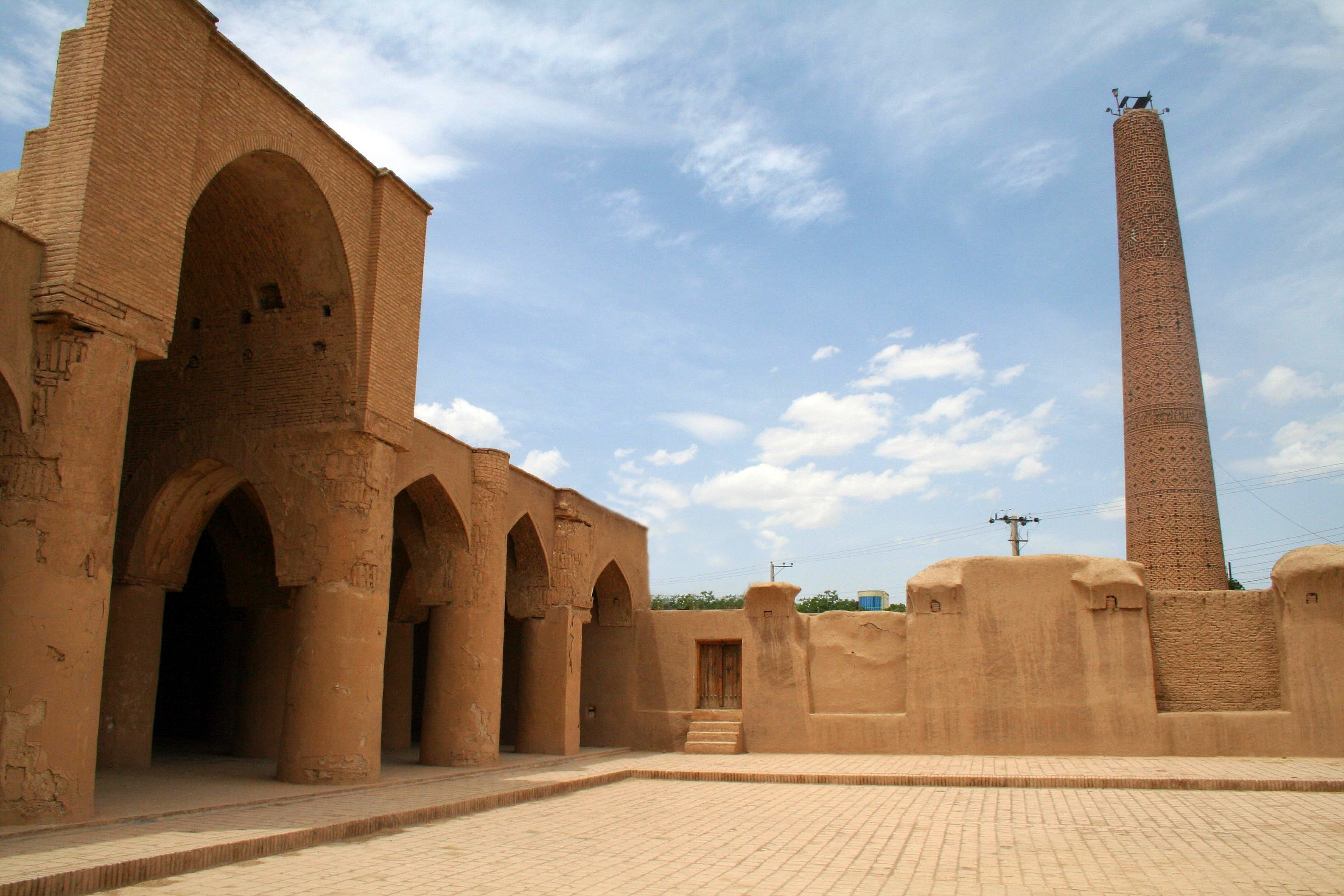
تاریخانه، از مهمترین آثار تاریخی دامغان، که کتیبه‌ای به نام ابوحرب در آن وجود دارد.

ابوحرب بختیار پسر ابی‌جَعفر محمد بن ابراهیم، از فرمانروایان ناحیة تاریخی قومس (استان سمنان کنونی) و دست نشاندهٔ آل زیار بود که ۳۱۶ تا ۴۳۵ یا ۴۴۱ هجری از جانب منوچهر زیاری حکومت داشت. او از حاجبان منوچهر نیز بود و از نخستین سیاستمدارانی است که منوچهری دامغانی مدح کرده‌است. نام او در سه قصیده و یک مسمط از دامغانی آورده شده. در منابع مکتوب تاریخی و ادبی چیز زیادی دربارهٔ حکومت او نیامده ولی در سال‌های اخیر کتیبه‌هایی از دوران حکومت او در سه ناحیهٔ دامغان کشف شده‌است.